# Lycaena wyatti
Lycaena wyatti är en fjärilsart som beskrevs av Gunder 1927. Lycaena wyatti ingår i släktet Lycaena och familjen juvelvingar. Inga underarter finns listade i Catalogue of Life.